# كأس فلسطين لأندية الضفة الغربية 2017–18
كأس فلسطين لأندية الضفة الغربية 2017–18 هي النسخة التاسعة من بطولة كأس فلسطين لأندية الضفة الغربية، والتي تُنظّم سنويًا تحت إشراف الاتحاد الفلسطيني لكرة القدم. شاركت في البطولة أندية من مختلف درجات الدوري الفلسطيني، وتوج هلال القدس باللقب بعد فوزه في المباراة النهائية على ثقافي طولكرم.

## النهائي
أُقيمت المباراة النهائية بين هلال القدس وثقافي طولكرم، حيث فاز الهلال بهدفين نظيفين، ليُتوج باللقب للمرة الثالثة في تاريخه.

## ملخص الأدوار الإقصائية
قالب:دور8
قالب:دور4
قالب:نهائي